# 吉里吉里人
『吉里吉里人』（きりきりじん）は、井上ひさしの長編小説。
吉里吉里人は、不当な政策を押し付けてくる日本国に反抗し、分離独立を宣言した。しかし独立後2日目に崩壊する。

## 概要
1973年から1974年にかけて、『終末から』（筑摩書房）創刊号から第8号に一部が連載された（未完、挿絵 佐々木マキ）。1978年5月から1980年9月まで『小説新潮』に連載され、1981年8月25日、新潮社から単行本として刊行された。表紙の絵は安野光雅。1985年9月27日、新潮文庫として上・中・下巻で文庫化された。第33回読売文学賞、第13回星雲賞、第2回日本SF大賞を受賞した。
2013年12月6日、電子書籍版が新潮社より、上・中・下巻で配信開始された。2015年3月27日には電子書籍の合本版が同社より配信開始された。
東北地方の一寒村が日本政府に愛想を尽かし、突如「吉里吉里国」を名乗り独立を宣言する。当然日本政府は反発、これを阻止すべく策を講じるが吉里吉里側は食料やエネルギーの自給自足で足元を固め、高度な医学（当時日本で認められていなかった脳死による臓器移植を含む）や独自の金本位制、タックス・ヘイヴンといった切り札を世界各国にアピールすることで存続をはかる。その攻防を含む1日半の出来事を、全28章にわたって描写している。
また、独立により国語となった「吉里吉里語」 （東北弁、いわゆる「ズーズー弁」）の会話をルビを駆使して表記するほか、作中『吉里吉里語四時間・吉日、日吉辞典つき』という「小冊子」に「三時間目」まで紙幅を割くなど、方言・方言論が重要な役割を占めている作品でもある。
小説の舞台である吉里吉里村は、宮城県と岩手県の県境付近の東北本線沿線に位置する宮城県の架空の村ということになっている。同名の地名が岩手県上閉伊郡大槌町にあるが、実在する場所の中で小説の舞台に比較的近い一関市を仮定しても、直線距離にして80km以上離れている。作中内でも、JR山田線（現在の三陸鉄道リアス線）沿線に吉里吉里駅があることに言及している。
1980年代後半に、井上の高校の先輩である菅原文太のプロデュースによる映画化の話も進んでいたが、現在まで実現されていない。

## 執筆の経緯
作者井上は1964年10月、この作品の原型となる放送劇『吉里吉里独立す』をNHKラジオ小劇場のために書いた。『吉里吉里独立す』は主題も物語の展開も小説『吉里吉里人』と同一だったが、このときは東京オリンピック開催による愛国的機運の中で不評を蒙り、担当のディレクターが左遷された。ちなみに「吉里吉里独立す」は、小説の作中に登場するNHKの報道特別番組の当初のタイトルでもある。
最初の連載時に担当編集を務めた松田哲夫によると、本作が小説として執筆されたのは、『ひょっこりひょうたん島』の小説版を希望した松田に対して「もう一つの『ひょうたん島』なんです」と1971年に提案されたことによる。前記の通り、1973年より『終末から』にて連載が開始されるも、雑誌の休刊に伴い未完のまま中断する。掲載誌の休刊による意図せざる中断だったが、井上は後の連載再開時に「日本国憲法の扱い方や吉里吉里国の軍備問題などについて、作者の考え方が浅く、雑誌の終刊を奇貨として、長いこと放ったらかしたままにしておりました」と記し、連載中断時点では十分に想を練っていなかったことを認めた。中断期間中に、井上は「主人公の小説家が東北に旅行して事件に巻き込まれる」という共通点を持つ『四捨五入殺人事件』を執筆している。中断から4年が経過した1978年、井上は「この一年、ぼちぼち書き直しているうちに、ふたたびある手応えが感じられるようになってきました」として『小説新潮』で連載を再開した。

## あらすじ
ある日、三文小説家の古橋は編集者・佐藤を伴い、奥州藤原氏が隠匿した黄金に詳しい人物に取材するため安家洞に向かって夜行急行列車『十和田3号』に乗車した。ところが、一ノ関駅近くの赤壁で緊急停車させた男たちがいた。「あんだ旅券ば持って居たが」。実にこの日の午前6時、東北の一寒村吉里吉里国は突如日本からの分離独立を宣言したのだった。公用語吉里吉里語、通貨単位「イエン」を導入した人口4187人、面積約40平方キロメートルの国家である。日本政府から数々の悪政を受けた吉里吉里村の、村を挙げての独立騒動である。古橋と佐藤はこの騒動に巻き込まれてしまう。
吉里吉里国は、日本国とは違った「イエン」を独自通貨とし、地元方言を国語「吉里吉里語」に定め、さらには防衛同好会が陸から空から不法侵入者を監視し、木炭バスを改造した「国会議事堂車」が国内を巡回、人々は地元方言を国語とした「吉里吉里語」を話し、経済は金本位制にして完全な自給自足体制。独立を認めない日本国政府の妨害に対し、彼らは奇想天外な切札を駆使して次々に難局を乗り越えていく。

## 登場人物
古橋 健二（ふるはし けんじ）
主人公。うだつの上がらない三文小説家。幼少時のトラウマから健忘症持ち。山形県生まれ。物語開始時点で千葉県市川市在住。
独立騒ぎに翻弄されつつも、吉里吉里国内での地位を固めていく。
佐藤 久夫（さとう ひさお）
月刊『旅と歴史』の、古橋担当の編集者。慇懃無礼な性格。東京都出身。大学時代ラグビーフットボール部に所属した巨漢。

### 吉里吉里人
イサム 安部（イサム あべ）
吉里吉里国の少年警官。銃火器の扱いには詳しい。
アキラ 佐久間（アキラ さくま）
吉里吉里国立水上空港の少年管制官。
ヨサブロー 内藤（ヨサブロー ないとう）
入国警備官。
ミドリ 橋本（ミドリ はしもと）
吉里吉里放送協会（KHK）の少女アナウンサー。
ユーイチ 小松（ユーイチ こまつ）
吉里吉里国立中学校附属大学の教授。
ケイコ 木下（ケイコ きおろし）
夫に逃げられた寂しさから、吉里吉里国公認の性風俗店を訪れ、古橋と出会う。
ヒロムシ 木下（ヒロムシ きおろし）、チヨ 木下（チヨ きおろし）
ケイコの義理の両親。息子（ケイコの前夫）とは仲が悪く、古橋とケイコの結婚に賛成した。
キンサク 本多（キンサク ほんだ）
馬方をも兼ねる、吉里吉里国立水上空港の操縦士。チャグチャグ馬コの馬子唄を唄う。
ハナエ 林田（ハナエ はやしだ）
旅館の芸者。
ヒデマロ 夏目（ヒデマロ なつめ）
「仕舞屋」の主人で三菱グループや七十七銀行等、180の企業や銀行の支店長や支社長を務める。
ヨシマサ 団野（ヨシマサ だんの）
吉里吉里国公認の性風俗店「女紅場」の主人。

### 吉里吉里十愚人、および国会議事堂車のメンバー
カツゾー 小笠原（カツゾー おがさわら）
吉里吉里国内を巡回する国会議事堂車の運転手で、初代吉里吉里国大統領。
ヒロコ 佐久間（ヒロコ さくま）
国会議事堂車の女性事務官。水上空港少年管制官・アキラ佐久間の姉。
ゴンタザエモン 沼袋（ゴンタザエモン ぬまぶくろ）
吉里吉里十愚人のメンバーで最高裁判所長官。国際法についてなら、日本における国際法の権威の東大教授をも論破できる程の知識を持つ。文明による武装を訴える。中風を患っている。
オトマツ 針生（オトマツ はりう）
吉里吉里国立病院付属薬草園の管理人。20年前に工事中の事故で顔を損傷する。
トラハチ 長瀞（トラハチ ながとろ）
無機農法研究家。両腕が義手。昔、出稼ぎ先の渋谷と日本橋を結ぶ地下鉄工事現場における送風管故障事故で、その時夢中にしがみついた鉄材と共に倒れ両腕を失う。その後彼は吉里吉里国立病院整形外科で手術を受け、左腕の義手にはマグナム銃が組み込まれた。
ガンタ 轟（ガンタ とどろき）
酪農指導者。オトマツやトラハチ同様、事故で右脚を失い、機関銃を搭載した義足を付けている。
トコジロー 小山内（トコジロー おさない）
盲目のマッサージ師。
ヒデオ 八重樫（ヒデオ やえがし）
吉里吉里十愚人のメンバーの1人。キューバの革命家チェ・ゲバラに憧れるが、タバコ中毒のために喋り方がどもり気味。
ヤチヨ 唐松（ヤチヨ からまつ）
吉里吉里国の財政を担当。元娼婦。
オハン 竹橋（オハン たけはし）
婦人運動家。
タロー 吉里吉里（タロー きりきり）
記憶喪失の男性で名は「吉里吉里座」の主人が命名した。

### 吉里吉里国立病院のスタッフ、その他
タヘ 湊（タヘ みなと）
吉里吉里国立病院の総看護婦長。胸には3個のナイチンゲール記章を身に着けている。体躯は作中で「タンクタンクロー」と形容されている。
トシコ 村瀬（トシコ むらせ）
吉里吉里国立病院の三等医療秘書。
タカコ 藤田（タカコ ふじた）
吉里吉里国立病院の看護婦。アカヒゲ先生の助手としてカルテ執筆・受け渡しや患者の入出を効率よくさばいている。
アカヒゲ先生（アカヒゲせんせい）
吉里吉里国立病院の医師。日本の法律上は無免許医にあたり、偽医者として警察に追われていた。
ピーター・デミトロフ
吉里吉里国立病院の医師。イッタカキタカ号とニャワンの生みの親。
ジョージ・シンダーマン
吉里吉里国立病院の医師。トマトとタヌキを接合した生物トヌキを作り出した。
イッタカキタカ号（イッタカキタカごう）
医学改造によって作り出された双頭のイヌ。2頭のイヌの体の前の部分を接合したもので、鼻白・鼻黒（物語中盤で死亡）と両鼻斑の2体が登場した。
ニャワン
医学改造によってイヌとネコを接合してできた動物。
岳先生（がくせんせい）
吉里吉里国立病院の中国系シンガポール人医師。編物などのテクニックを生かした外科手術を専門とする。
ゼンタザエモン 沼袋（ゼンタザエモン ぬまぶくろ）
ゴンタザエモンの双子の弟。日本医師会会長と討論できる程の知識を持つ医学哲学者で、脳死者の臓器摘出が合法であるかを考えていたが、癌を患い、冷凍睡眠に就いていた。しかし、誤って古橋に目覚めさせられた。
センザブロー 沼袋（センザブロー ぬまぶくろ）
ゼンタザエモンの一人息子でゴンタザエモンの甥。小学校の教師だったが、ある事情で同僚で恋人のハツエ 昆布森（はつえ こぶもり）と共に自殺する。
ベルゴ・セブンティーン
吉里吉里国に潜入した某国の諜報部員でスナイパー。金髪の美女。
吉里吉里善兵衛（きりきり ぜんべえ）
キンサク本多の歌に詠われた、江戸時代、吉里吉里の庄屋。貧しい吉里吉里を開拓するため、治水工事を行うが、お上（盛岡藩）の援助は得られなかった。その結果家財を使い果たし、お上の年貢米を工賃代わりに横流しして完成させるが、その責任を取って自害した（大槌に実在した吉里吉里善兵衛は、貧民救済の史実はあるが、治水工事や自害したという記録はない）。完成後、村は豊かになったと詠われている。
記録係（わたし）
語り手。吉里吉里独立事件の顛末を語るための主人公として、古橋に目を付ける。しばしば本編から脱線し、吉里吉里語講座を始めたり、古橋の生い立ちを語り始めたりする。

## 作品の特徴など
作品の多くが主人公である古橋自身もしくはそれに寄り添った視点で描かれている。作中、古橋が失神する場面の中には、古橋の意識に沿ってそれに相当する部分を空白にした箇所がある（同時期に執筆された筒井康隆の『虚人たち』にも類似の描写がある）。読者の時間と作中時間を一致させた（つまり猛烈にテンポが遅い）実験小説でもある。
古橋のいい加減さを示すため、彼の書いた小説を「引用」する場面が複数あるが、同じタイトルでまったく別の内容となっているものがあり、本作自体が「不整合」をはらんでいる。
吉里吉里国の歴史についてその始まりとして「1971年」という年が挙げられているが、その理由については説明されていない。
梅原猛と小田島雄志の「対談 吉里吉里国を歩く」という小冊子が挟まれていた。小田島は「井上ひさしの作品の中にある「笑い」の質は大きく分けて三種類あります。まず日本語を活性化するものとしても私も大いに支持している言葉遊び、次に自分自身に対するものも含めたカリカチュアの面白さ、そしてもう一つは一種のブラック・ユーモア的な、我々に見えなかった現実を裏返しにして見せる恐い笑いです」と分析している。
文庫本では3冊にわたる長編作品ながら、最初の単行本は当時としても珍しい上下2段組みの大部な一冊本として刊行された。

## 社会的影響
この作品が評判になった後、日本各地で地方自治体が独立国を名乗ることが流行（ミニ独立国ブーム）。ただし、全て観光目的のお遊びである。2007年現在もイノブータン王国（和歌山県すさみ町）等が残存している。また井上は、この小説が、沖縄米兵少女暴行事件・米軍用地特別措置法問題を経た後の「沖縄で改めて読まれているらしい」、「面白半分に、沖縄の人たちが読んでいるという手紙をもらった」と語っている（1997年5月8日朝日新聞夕刊）。